# Die Sklavin Sitt al-Milah und Nur al-Din Ali

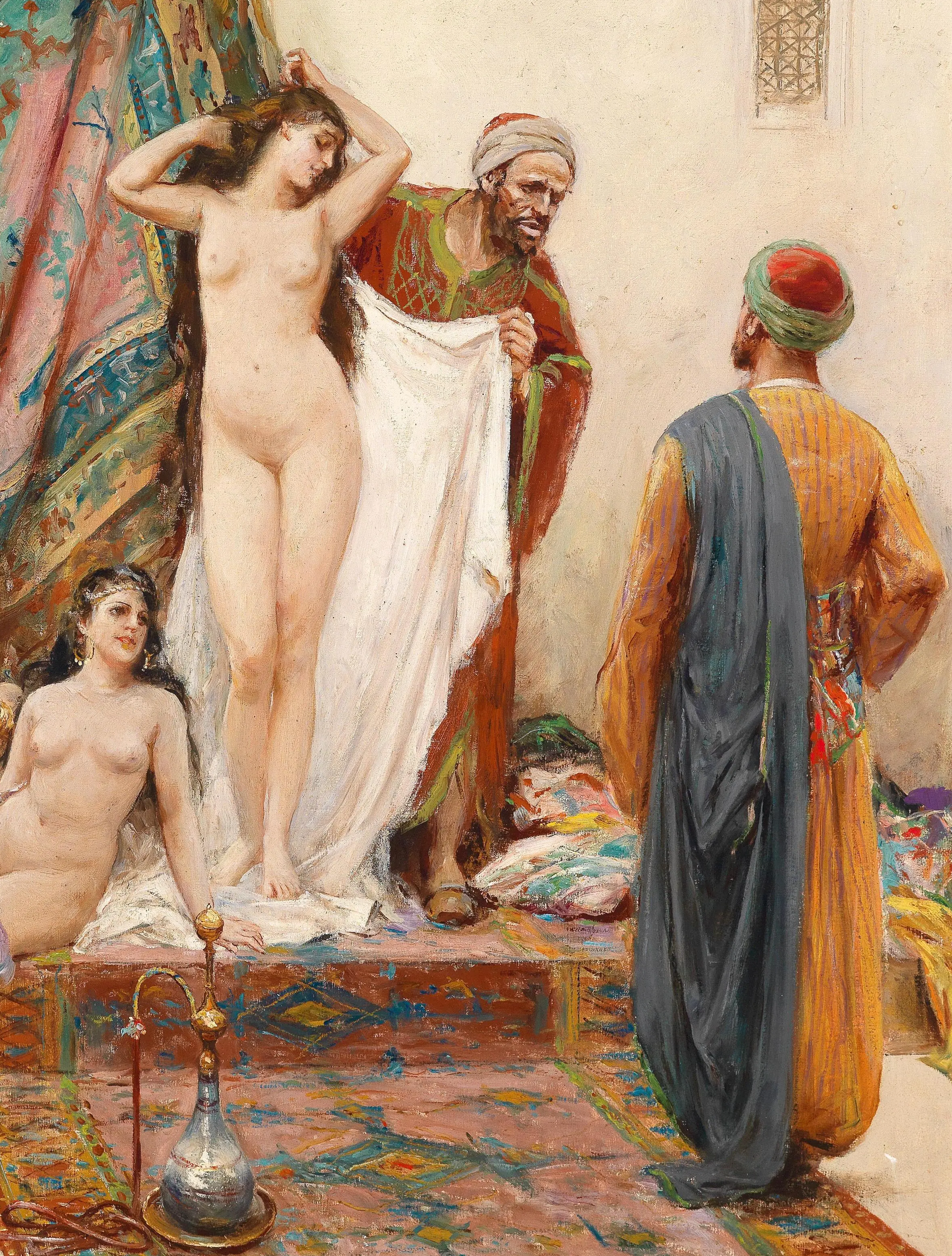
Die schöne Sklavin Sitt al-Milah wird Nur al-Din zum Kauf angeboten. Gemälde von Fabio Fabbi (gest. 1946).

Die Sklavin Sitt al-Milah und Nur al-Din Ali ist eine Liebesgeschichte aus den Erzählungen aus Tausendundeiner Nacht. Sie wird in der Arabian Nights Encyclopedia als ANE 341 gelistet.
In der Erzählung reist der junge Damaszener Kaufmannssohn Nur al-Din Ali nach Bagdad, wo er der schönen Sängersklavin Sitt al-Milah begegnet. Doch als er das reizende Mädchen endlich sein Eigen nennen darf, werden sie durch das Schicksal wieder getrennt. Die Geschichte spielt während der Herrschaftszeit des fünften Abbasiden-Kalifen Harun al-Raschid (reg. 786–809).

## Handlung

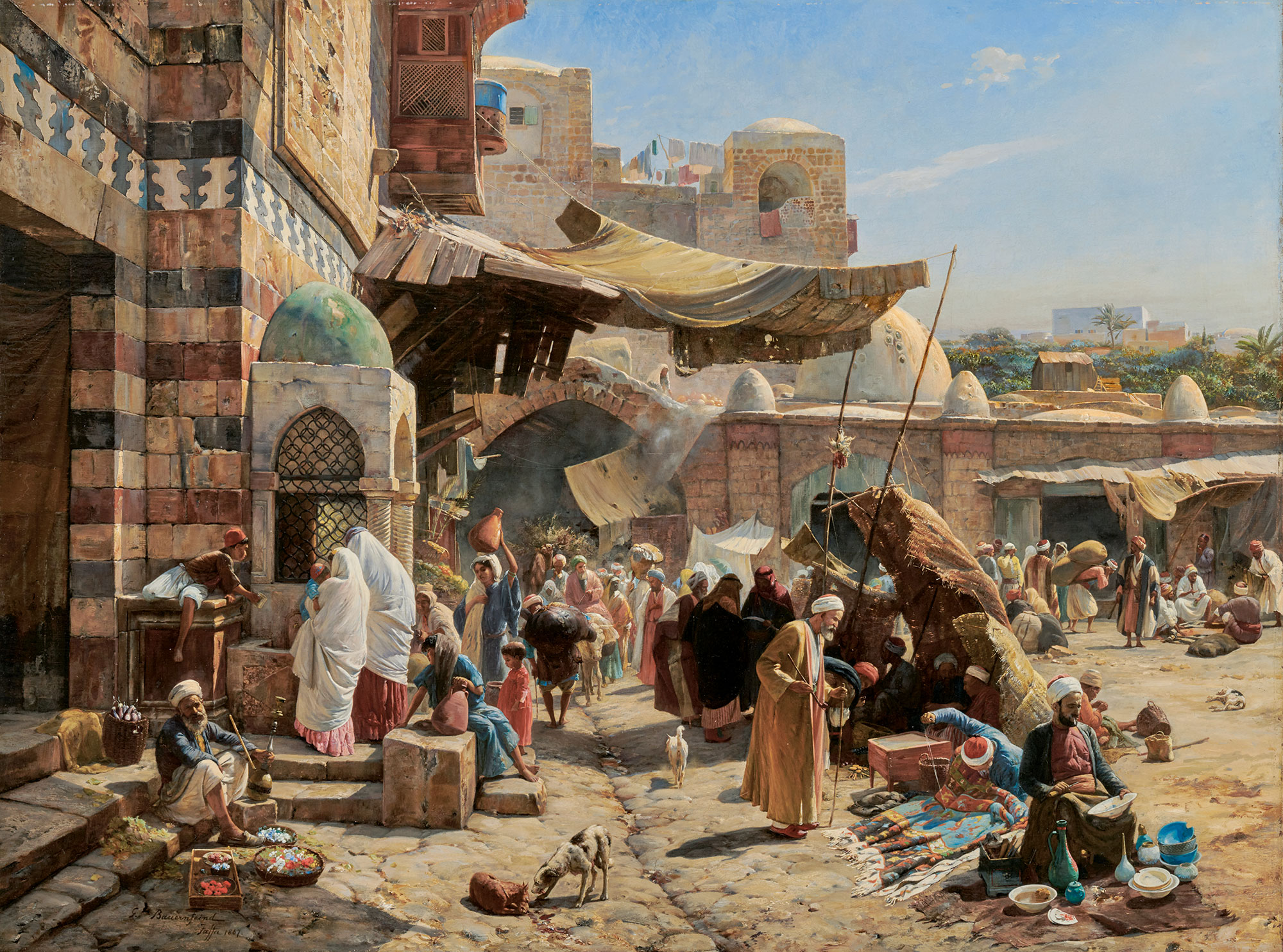
Nur al-Din bestaunt das bunte Treiben auf dem Markt in Bagdad; Gustav Bauernfeind 1887.

Einst lebte in Damaskus ein sehr wohlhabender Kaufmann namens Abu al-Hassan. Er war bereits ein alter Mann geworden, besaß aber keinen Sohn, dem er seinen Reichtum und seine vielen Ländereien hinterlassen konnte. Schließlich gebar ihm seine Frau doch noch einen Sohn, den er Nur al-Din nannte. Nur al-Din wuchs zu einem gut aussehenden Mann mit höflichen, guten Charaktereigenschaften heran und freundete sich mit anderen Kaufleuten und jungen Leuten an, die ihm von der mächtigen Stadt Bagdad erzählten. Die Berichte weckten im Herzen des jungen Nur al-Din den Wunsch, einmal die Stadt zu bereisen und schließlich stimmte sein Vater zu und gab seinem Sohn zehntausend Dinar in bar und Waren, sowie zwei Diener mit auf den Weg.
So gelangte Nur al-Din Ali in die prachtvolle, gewaltige Stadt Bagdad, die ihn schwer beeindruckte. Auf einem öffentlichen Platz traf er den Dichter Abu Nuwas, der ihm anbot, die Stadt zu zeigen. Schließlich führte er Nur al-Din in das Haus eines Sklavenhändlers, der eine junge Sklavin herbeiführte und sie den anwesenden Herren zum Verkauf anbot. Die junge Frau war von lieblicher, schöner Gestalt und trug den Namen Sitt al-Milah. Die anwesenden Männer boten um sie, bis der Preis auf fünfzehnhundert Dinare gestiegen war. Sitt al-Milahs anwesender Besitzer hatte mit dem Sklavenmädchen jedoch verabredet, dass er sie nur dann verkaufen würde, wenn sie mit der Wahl ihres künftigen Herrn und Besitzers auch einverstanden war. Während Sitt al-Milah es ablehnte, an zwei der Männer verkauft zu werden, fand Nur al-Din offenkundig ihr Gefallen. Als der Sklavenhändler dies bemerkte, fragte er, ob Nur al-Din nur Zuschauer sei, oder mitbieten würde, woraufhin dieser erklärte, er sei bereit, für sechzehnhundert Dinar die Sklavin zu erwerben. Als der Händler Sitt al-Milah fragte, ob sie an Nur al-Din verkauft werden wolle, überkam sie jedoch die Schamhaftigkeit und sie sagte: „Nein.“
Damit zerstreute sich die Kundschaft und Sitt al-Milah wurde in das Haus ihres Besitzers zurückgebracht. Doch ihr Herz war in Liebe zu Nur al-Din entbrannt und sie konnte die Nacht nicht schlafen und verfiel in Schwermut. Ihr Zustand verschlimmerte sich immer mehr und sie begann sich den Tod zu wünschen. Ihr besorgter Besitzer suchte Rat und traf auf einen Seidenhändler, der ebenfalls am Tag ihrer Versteigerung im Haus gewesen war. Dieser war der Meinung, dass Sitt al-Milah in den jungen Nur al-Din verliebt war und riet ihm, das Sklavenmädchen zu testen, wie sich ihre Stimmung veränderte, wenn man von Nur al-Din sprach. Ihr Besitzer befolgte den Rat und auch ihm zeigte sich so, dass Sitt al-Milah unter der Liebeskrankheit litt. Daraufhin suchte er Nur al-Din auf und bot ihm die Sklavin erneut zum Verkauf an. Nur al-Din stimmte zu und gab dem Mann siebzehnhundert Dinare. Am nächsten Tag kam er in das Haus des nun ehemaligen Besitzers, um seine neue Sklavin in Besitz zu nehmen. Der Handel wurde mit einem festlichen Bankett abgeschlossen und die wieder glückliche Sitt al-Milah spielte fröhlich auf der Laute und sang poetische Verse, als es laut an der Tür klopfte.

Sitt al-Milahs ehemaliger Besitzer öffnete die Tür, vor der zehn bewaffnete Männer standen, die im Palast des Kalifen Harun al-Raschid dienten und ihm erklärten, dass sie Befehl hatten, die Sklavin Sitt al-Milah zum Kalifen zu bringen. Ihr ehemaliger Besitzer schwor, dass er sie verkauft hatte, doch da sich das Mädchen noch in seinem Hause befand, glaubten ihm die Männer nicht und schleppten Sitt al-Milah fort und brachten sie zum Kalifen. Nur al-Din war in tiefer Trauer ergriffen und doch entschlossen, am nächsten Tag zum Kalifen zu gehen, um sein Sklavenmädchen zurückzufordern, doch war er so betrunken, dass er auf der Straße zusammenbrach und von den Stadtwachen bemerkt wurde. Diese waren korrupt und wollten ihn zunächst ausrauben und am Ufer des Tigris enthaupten, warfen Nur al-Din schließlich jedoch nur ins Gefängnis, da ein Mann drohte, sie dem Kalifen zu melden.

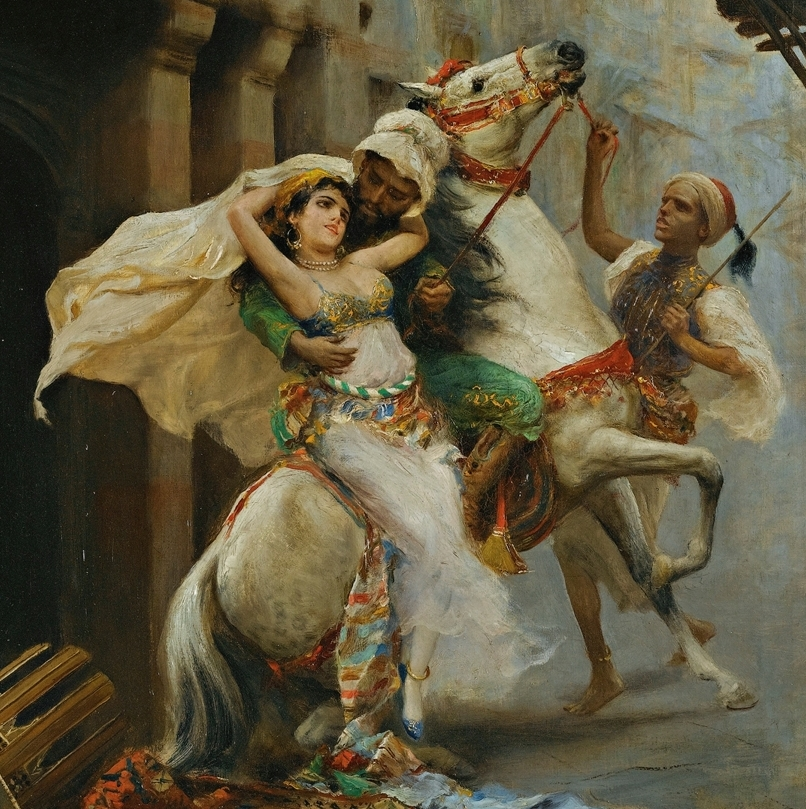
Sitt al-Milah wird von den Männern des Kalifen entführt. Gemälde von Fabio Fabbi (gest. 1946).

Währenddessen wurde Sitt al-Milah in den Palast des Kalifen Harun al-Raschid gebracht, der von ihrer Schönheit entzückt war. Er ließ dem Sklavenmädchen eines der schönsten Zimmer im Palast einrichten, doch all der Luxus konnte Sitt al-Milah Trauer um den erneuten Verlust ihres geliebten Nur al-Din nicht lindern. Tag und Nacht weinte sie in ihrem Zimmer und aß und trank nicht. Schließlich befahl der Kalif eines Abends ihre Anwesenheit, damit sie sang und Laute spielte. Sitt al-Milah gehorchte seinem Befehl und sang ihm von ihrem Liebesschmerz um Nur al-Din, was den Kalifen nicht erfreute. Er blieb jedoch geduldig, doch jedes Mal wenn er Sitt al-Milah zu sich rief, war sie in der gleichen Verfassung. Schließlich schwor Harun al-Raschid dem uneinsichtigen Sklavenmädchen, dass er sie enthaupten werde, wenn sie nicht aufhöre, Nur al-Din zu lieben und ihre Liebe ihm zu schenken. Dann schickte er die weinende Sitt al-Milah zurück in ihr Gemach.
Dem Kalifen wurde plötzlich klar, was er getan hatte, und er erklärte seiner Gattin Zubaida die Situation, welche sich nun selbst ein Bild machen wollte. Da ließ der Kalif die Sklavin wieder kommen und ihm vorsingen, wobei sie erneut in Tränen von Nur al-Din sprach. Harun al-Raschid geriet in Zorn und befahl seinem Scharfrichter Masrur die Hinrichtung von Sitt al-Milah, die ihn entrüstet fragte, wie der rechte Kalif denn eine unschuldige Frau töten könne. Auch drohte sie ihm, dass Gott einem ungerechten Herrscher die Herrschaft auch wieder entziehen könne. Auch Zubaida redete auf ihren Gatten ein und brachte den Kalifen schließlich dazu, zuzustimmen, seinen Wesir Dscha'far ibn Yahya nach Nur al-Din suchen zu lassen. Der Kalif soll sich dann vergewissern, dass er wirklich so ein schöner junger Mann war, dass die Sklavin gar nicht anders könne, als ihn zu lieben. Doch die Leute des Kalifen fanden Nur al-Din nicht, da sie nicht ahnten, dass die korrupten Wachen ihn ins Gefängnis geworfen hatten.
Tatsächlich aber kam Nur al-Din wenige Tage später durch eine Generalamnestie frei, die der Kalif Harun al-Raschid zur Feier eines erfolgreichen Feldzugs in Chorasan ausgesprochen hatte. Nachdem er knapp einem erneuten Vorfall mit den korrupten Wachen entkommen war, verließ Nur al-Din die Stadt Bagdad und fand zunächst Unterschlupf in einer Moschee in der Vorstadt, die von einem alten Scheich geleitet wurde.

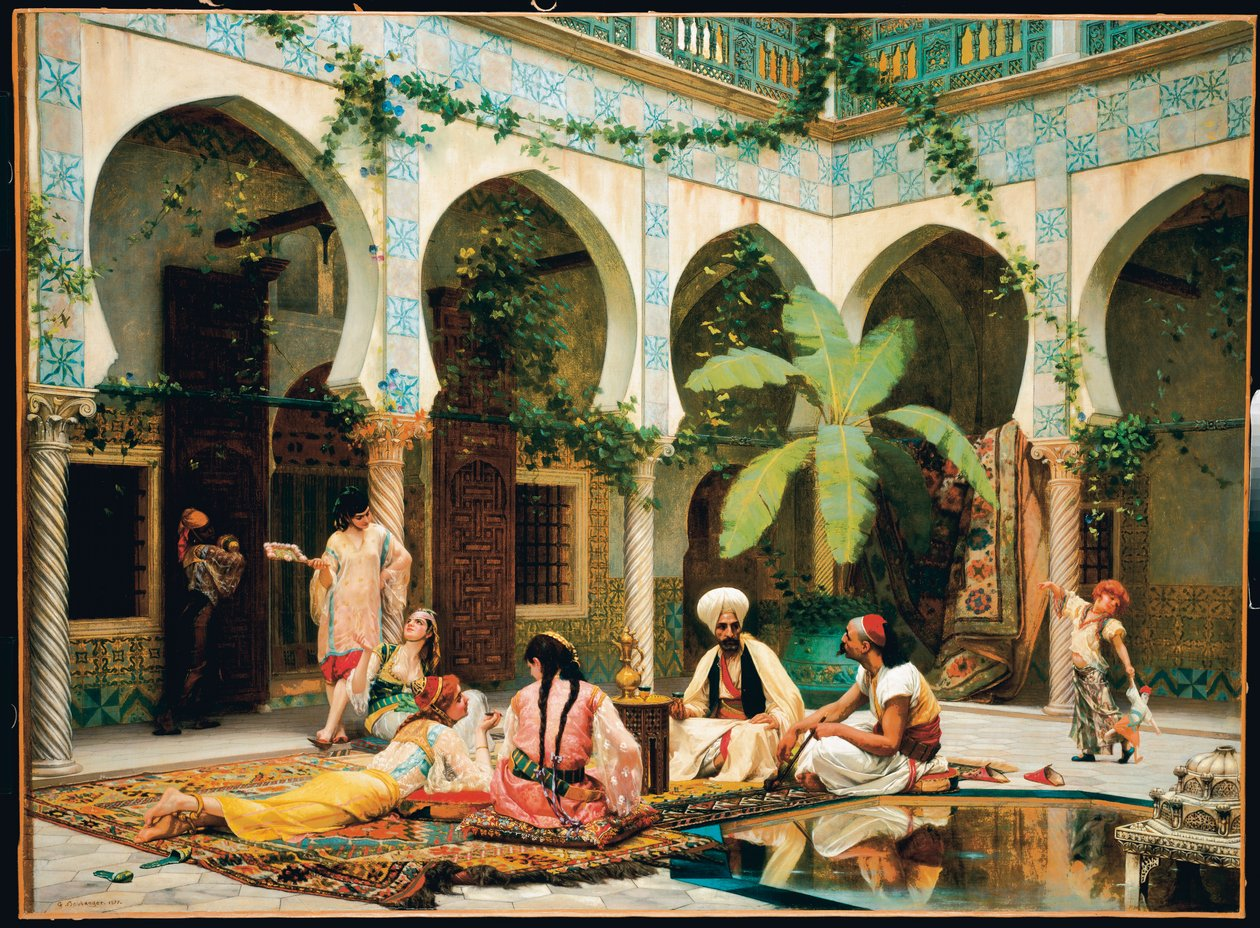
Sitt al-Milah im Palast des Kalifen. Gemälde von Gustave Boulanger, 1877.

Unterdessen hatte im Palast des Kalifen dessen Gattin Zubaida alle Sklavinnen zu einem Festmahl befohlen; auch Sitt al-Milah, die noch immer so traurig war wie zuvor und in Tränen ausbrach, nachdem sie auf Befehl Zubaidas Liebesverse gedichtet hatte. Zubaida informierte sie über die ergebnislose Suche der Wachen nach Nur al-Din, woraufhin die Sklavin ihre Herrin bat, eigenständig nach Nur al-Din suchen zu dürfen. Zubaida besprach diesen Vorschlag mit dem Kalifen, der zustimmte. Sie gaben Sitt al-Milah einen Monat Zeit, Nur al-Din zu suchen, überzeugt davon, dass nach dieser Zeit ihre Liebe zu dem Verschwundenen erkaltet sein würde, und sie sich dann dem Kalifen hingeben würde. Sitt al-Milah erhielt einen Wechsler und genügend Geld und machte sich zusammen mit einem Diener nun auf die Suche und durchstreifte drei Tage Bagdad, fand ihren Geliebten jedoch nicht.
Doch das Schicksal wollte es, dass sie nun zu genau jener Moschee in der Vorstadt kam, wo sich Nur al-Din befand. Sie bat den alten Scheich um etwas Wasser, der sie hineinbat, damit sie ruhen konnte. Sitt al-Milah nahm das Angebot an, ruhte sich aus und bat später um Speise, doch der alte Scheich hatte nur karges Brot und Oliven. Sitt al-Milah jedoch war nach den feinen Speisen, die aus den Häusern der Oberschicht und des Palastes gewohnt war. Sie überredete den alten Scheich, erstellte eine Einkaufsliste und schickte ihn mit ihrem Siegel zum Wechsler, damit er die Speisen holte. Nun dürstete es ihr nach besseren Getränken als Wein und so bat sie zum Entsetzen des alten Scheichs, doch Wein zu besorgen. Der Alte konnte es nicht glauben, dass jemand in seinem Hause, der Moschee, einen solchen Vorschlag machte. Doch Sitt al-Milah drohte ihm, dass sie eine der Frauen des Kalifen war und dessen Zorn den Alten treffen könnte. Schließlich brachte der Scheich Wein herbei und wurde letztlich von Sitt al-Milah dazu verleitet, auch selbst davon zu trinken, bis er schließlich wie Sitt al-Milah betrunken wurde. Im betrunkenen Zustand dachte Sitt al-Milah wieder an Nur al-Din und begann zu weinen. Sie ließ sich von dem Alten eine Laute bringen und begann sie zu spielen und dabei Verse über ihre Liebe zu singen, bis sie schließlich vor Trübsal und Müdigkeit einschlief. Am nächsten Tag bat sie den Alten wieder etwas zu essen zu holen, doch dieser erwiderte, dass er seines Alters wegen, seinen Diener schicken werde, einen hübschen jungen Damaszener, den er herbeirief. So trafen sich Sitt al-Milah und Nur al-Din durch das Schicksal wieder.

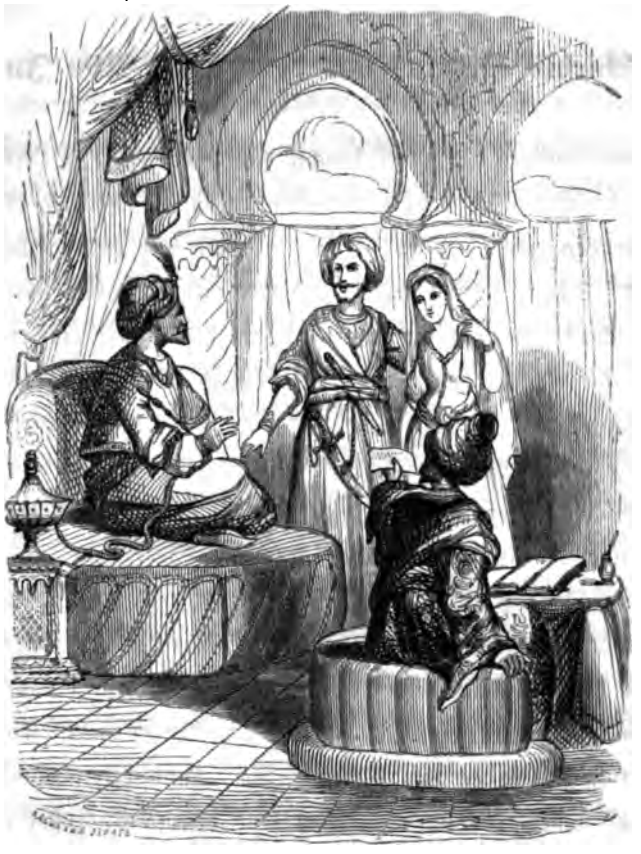
Sitt al-Milah und Nur al-Din Ali beim Kalifen Harun al-Raschid. Zeichnung von Friedrich Groß, 1839.

Sie erzählten einander was ihnen widerfahren war; auch dass der Kalif Harun al-Raschid geschworen hatte, dass er Sitt al-Milah enthaupten werde, wenn ihr Geliebter nicht der schönste Jüngling sei, so dass sie gar nicht anders könne, als ihn zu lieben. Sitt al-Milah kehrte in den Palast zurück und erklärte, dass sie ihren Geliebten gefunden hatte, dieser jedoch, durch das Unrecht, das ihm widerfahren war, körperlich eingesunken war und erst durch Pflege sein natürliches, schönes Äußeres wiedererlangen werde. Daraufhin stimmte der Kalif zu, dass Sitt al-Milah ihn gesund pflegen durfte bis der versprochene Monat abgelaufen war. Schließlich kehrten beide zum Palast des Kalifen zurück und traten vor den Herrscher der Gläubigen, der erkannte wie recht Sitt al-Milah gehabt hatte. Daraufhin erzählte Nur al-Din was ihm widerfahren war. Harun al-Raschid ließ daraufhin die korrupten Wachen hinrichten, während er Nur al-Din aufforderte, die Sklavin Sitt al-Milah zur Frau zu nehmen. Er schenkte ihnen ein Haus und viele Kostbarkeiten und auch Nur al-Dins Familie aus Damaskus kam nach Bagdad, wo sie dank der Gunst des Kalifen zu den reichsten Familien Bagdads zählten. Nur al-Din Alis und Sitt al-Milahs glückliche Liebe wurde bald schon von Kindern gesegnet und sie lebten glücklich, bis der Tod sie voneinander trennte.

## Hintergrund

### Textquelle und Nutzung
Die Geschichte findet sich ausschließlich in der arabischen Breslauer Druckausgabe von Tausendundeine Nacht, auf die für ihre Sammlungen Max Habicht und Richard Francis Burton zurückgriffen.
Habichts Übersetzung weicht in einigen Details ab, die wohl auf Übersetzungsfehler zurückzuführen sind. So spricht der Kalif Harun al-Raschid seine Gattin Zubaida an einer Stelle als „Nichte“ an; in Wahrheit ist sie seine Cousine. Burton übersetzt die entsprechende Stelle als „Sohn der Tochter meines Onkels“.

### Interpretation
Die aus Schamhaftigkeit getroffene Aussage von Sitt al-Milah, dass sie an Nur al-Din Ali nicht verkauft werden will, obwohl sie genau dies in Wahrheit möchte, weist Parallelen zu anderen Kontexten aus dem arabischen Kulturraum des frühen Mittelalters auf. Gemäß islamischen Überlieferungen erklärte der Prophet Muhammad, dass eine Frau, die bereits verheiratet gewesen war, in jedem Fall die verbale Zustimmung für eine Ehe geben musste, während eine Jungfrau auch durch ihr Schweigen ihre Zustimmung geben könne. Hintergrund war die Annahme, dass eine Jungfrau bei einer Zustimmung aus Schamhaftigkeit schweigen, im Falle einer Nichteinwilligung aber die Stimme erheben würde.

### Gemeinsamkeiten und Ähnlichkeiten mit anderen 1001-Nacht-Geschichten
Richard Francis Burton notierte in seinen Kommentaren, dass die Geschichte eine „Zusammenstellung von Ereignissen [ist], die in einer Reihe verschiedener arabischer Erzählungen vorkommen.“
Das Narrativ, dass eine Sklavin selbst darüber entscheiden darf, an wen sie verkauft wird, findet sich in weiteren Geschichten, so in Die Sklavin Sumurrud und Alischar (ANE 82) und Die Sklavin Maryam und Ali Nur al-Din (ANE 233).
In Bezug auf den zum Wein trinken verführten Imam der Moschee findet sich eine ähnliche Erzählung etwa in der Geschichte von der Sklavin Anis al-Dschalis und Nur al-Din Ibn Chakan (ANE 35). Hier verführen die beiden Hauptfiguren einen alten religiösen Gärtner dazu, gegen das islamische Alkoholverbot zu verstoßen.

### Historische Personen in der Geschichte
Beim Kalifen Harun al-Raschid (766–809, reg. 786–809), seiner Gattin Zubaida bint Dschaʿfar, dem Wesir Dscha'far ibn Yahya und dem Dichter Abu Nuwas handelt es sich um historische Persönlichkeiten.

## Wissenswertes
Sitt al-Milahs Name spiegelt die Ambivalenz ihres Charakters vor dem Hintergrund ihres niederen sozialen Status als Sklavin wider. So handelt es sich bei dem Wort Sitt um die feminine Form von Sayyid, was so viel wie Herrin bedeutet. Claudia Ott verweist im Kontext der Geschichte um Die Sklavin Sumurrud und Alischar (ANE 82), wo die Sklavin ebenfalls den Zusatz trägt, darauf, dass durch das Wort Sitt dem arabischen Leser plausibel wird, dass sie trotz ihres Status als Sklavin die Heldin der Geschichte ist.

## Ausgaben
- Max Habicht: Tausend und eine Nacht – Arabische Erzählungen, F.W. Hendel Verlag, Leipzig 1926 (Erstausgabe 1824–1843, Breslauer Edition und Tunesische Handschrift), Band 11, 57–94.
- Richard Francis Burton: Arabian Nights, Band 12 (Supplemental Nights to the Stories of One Thousand and One Nights with Notes, Band 2), 1900, S. 107–138.